# Landwirtschaft in Namibia

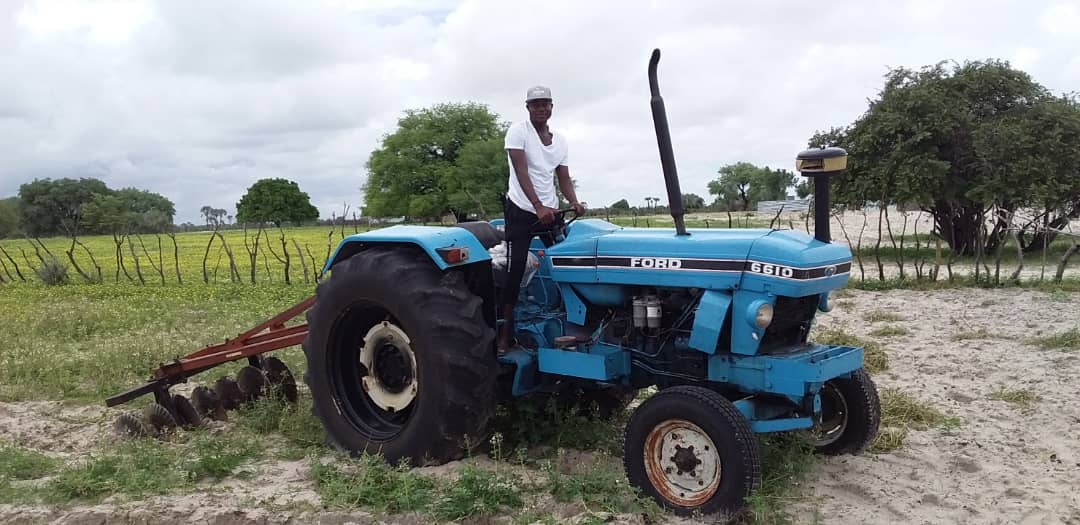
Kleinfarmer in Namibia

Die Landwirtschaft ist eine der wichtigsten Wirtschaftszweige in Namibia. Etwa 70 % der Bevölkerung sind direkt oder indirekt von der Landwirtschaft abhängig.

## Hintergrund und wirtschaftliche Bedeutung
Namibia ist ein arides Land in Südwestafrika mit einer Gesamtfläche von 824.268 km². Die Landwirtschaft in Namibia umfasst sowohl Ackerbau als auch Viehzucht. Die Viehzucht dominiert den Sektor und trägt etwa zwei Drittel zur landwirtschaftlichen Produktion bei.
Die Landwirtschaft wird südlich des Veterinärzauns zum Großteil kommerziell auf privaten Farmen betrieben. Nördlich hiervon und vereinzelt südlich handelt es sich um Landwirtschaft auf Kommunalland.
Der Export landwirtschaftlicher Produkte trägt etwa 6,5 Milliarden Namibia-Dollar (Stand 2022) zum Bruttoinlandsprodukt Namibias bei. In der Landwirtschaft ist etwa die Hälfte aller Erwerbstätigen beschäftigt, wobei die Viehzucht von Rindern und Schafen den größten Anteil hat. In dem Sektor gilt ein Mindestlohn, der 2021 N$ 5,40 pro Stunde zzgl. Nahrungsmittelrationen betrug.
Etwa 47 Prozent der Landesfläche sind landwirtschaftlich nutzbar (Stand 2018).

## Sektoren
Rinder sind, vor Geflügel, das wichtigste landwirtschaftliche Produkt in Namibia nach Umsatz. Im Jahr 2024 setzte der Rindersektor 3,2 Milliarden Namibia-Dollar, der Geflügelsektor 1,5 Milliarden um.

### Nutzvieh

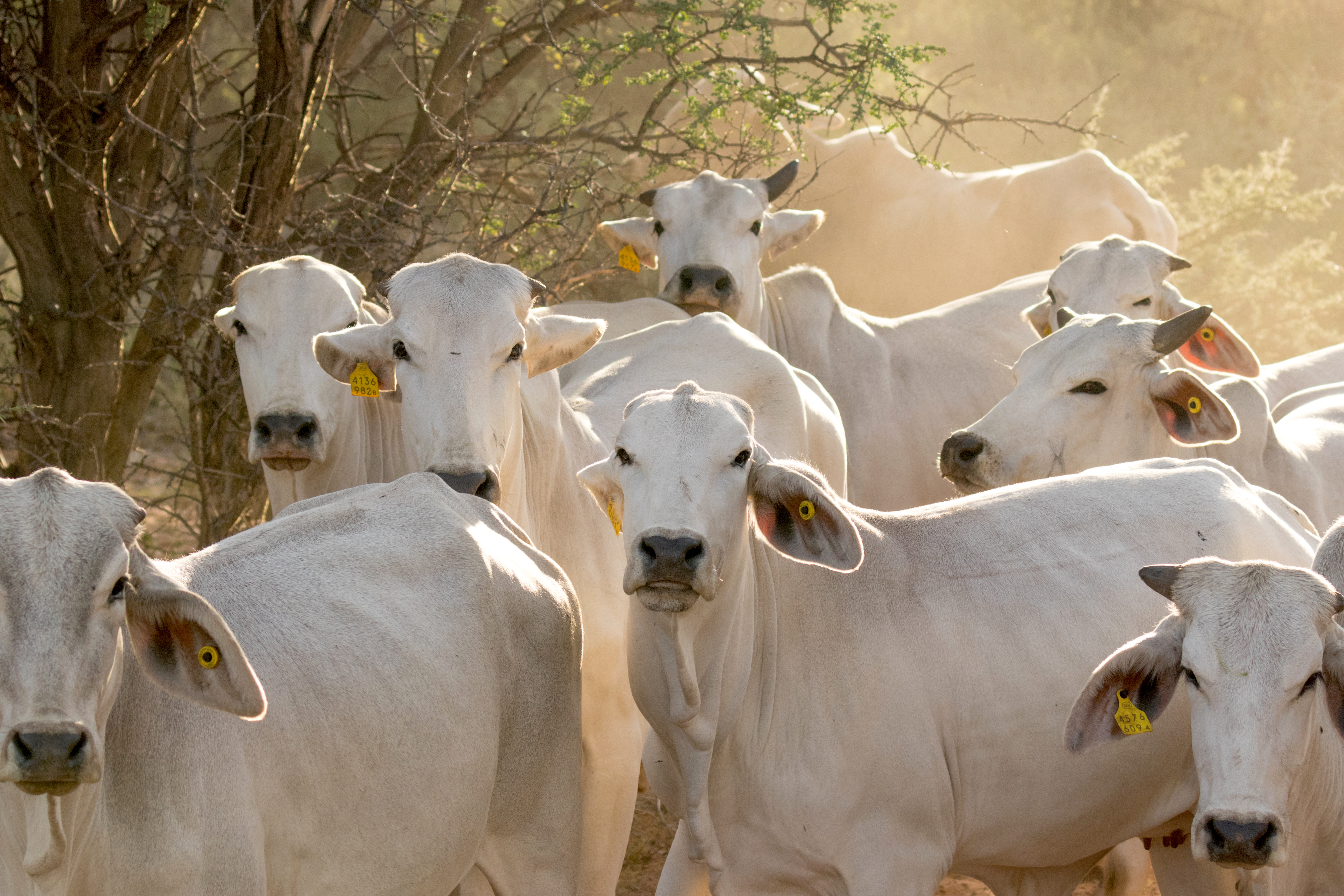
Brahmanenherde in Namibia

2012 gab es laut dem Livestock and Livestock Products Board (bis 2023 Meat Board of Namibia) folgende Nutztierbestände. (Tendenz im Vergleich zu 2006) Einige Zahlen beziehen sich auf das Jahr 2022.
- Esel: 174.946  ▲
- Geflügel: 3.357.246  ▲ (mehr als 300 Prozent)
- Kamele: 1158  ▲ (mehr als 1000 Prozent)
- Pferde: 46.643  ▲
- Rinder: 2.514.000  ▼ (2022); 2.904.451  ▲ (2,2 Millionen (2016))[10]
- Schafe: 1.164.000  ▼ (2022); 2.677.913  ▲ (2 Millionen (2016))[10]
  - Dorper: 1.606.867  ▼
  - Swakara (siehe auch: Swakara-Fell): 221.249  ▲
  - sonstige Schafe: 849.797  ▲
- Schweine: 93.000  ▲ (2022); 69.430  ▲
- Strauße: 5541  ▼ (mehr als 50 Prozent)
- Ziegen: 1.300.000  ▼ (2022); 1.933.103  ▼ (2,1 Millionen (2016))[10]
  - Angoraziegen: 996  ▼
  - Burenziegen: 616.462  ▼
  - sonstige Ziegen: 1.315.645  ▼

## Feldbau
Zu den wichtigsten Kulturen gehören Mais, Hirse und Sorghum. Aufgrund des ariden Klimas ist die Vielfalt der angebauten Kulturen jedoch begrenzt. Etwa ein Prozent der Landesfläche (Stand 2018) gelten als Kulturboden und die Bewässerung ist nur in den Tälern der Grenzflüsse Oranje, Kunene und Okavango möglich. Der Anbau von Hoodia wird in Südnamibia auf Farmen betrieben. Zudem werden unter anderem Oliven, Wein, Tafeltrauben (Aussenkehr), Datteln (Naute-Damm) und Rosen angebaut. In verschiedenen Testprojekten wird unter anderem auch Gerste und Reis angebaut. Seit 2019 werden in Mashare Heidelbeeren angebaut.

## Naturpflanzen
Namibia ist der größte Exporteur von Afrikanischer Teufelskralle und nutzt die Moringa ovalifolia vor allem seit Ende der 2010er Jahre intensiv. Zudem werden weitere natürlich vorkommenden Pflanzen, darunter die Nara kommerziell genutzt.

## Politische und institutionelle Rahmenbedingungen
Namibias Landwirtschaftssektor wird durch einen umfassenden rechtlichen und institutionellen Rahmen geleitet. Das Ministerium für Landwirtschaft, Fischerei, Wasser und Landreform ist dabei zentral. Die langfristigen Ziele sind in den Nationalen Entwicklungsplänen (NDPs) und der Vision 2030 festgelegt, die darauf abzielen, die landwirtschaftliche Produktivität zu steigern und die Ernährungssicherheit zu gewährleisten.

### Landreform
Die Landreform in Namibia zielt darauf ab, historische Ungleichheiten im Landbesitz zu korrigieren und einen gerechteren Zugang zu Land zu fördern. Die Regierung verfolgt einen Ansatz des willigen Verkäufers, willigen Käufers und setzt auf zwei Hauptstrategien:
- Umsiedlung: Die Regierung erwirbt Farmen, um zuvor benachteiligte Namibier umzusiedeln.[17]
- Übertragung von kommerziell nutzbarem Agrarland: Unterstützung benachteiligter Personen beim Erwerb von Farmen durch private Transaktionen oder Förderkredite.[17]

Diese Maßnahmen sollen einen inklusiveren und produktiveren Agrarsektor fördern.